# Курунегала
Куруне́гала (англ. Kurunegala, синг. කුරුණෑගල, там. குருனகல) — город в Шри-Ланке, административный центр Северо-Западной провинции и округа Курунегала.

## География и климат
Город находится примерно в 94 км от Коломбо и в 42 км от Канди, на высоте 116 м над уровнем моря. Расположен на равнине, северная часть Курунегала слегка выше южной. Климат характеризуется как экваториальный, средний годовой уровень осадков составляет 2095 мм.

## Население
По данным на 2001 года население города составило 30 315 человек. 73,66 % составляют сингалы; 15,71 % — ларакалла; 7,84 % — шри-ланкийские тамилы; 1,23 % — малайцы. Наиболее распространённая религия — буддизм.
Динамика численности населения:
| 1946   | 1953   | 1963   | 1971   | 1981   | 2001   | 2011   |
| ------ | ------ | ------ | ------ | ------ | ------ | ------ |
| 13 372 | 17 505 | 21 179 | 24 357 | 26 198 | 28 401 | 30 315 |

## Транспорт
Имеется хорошее автодорожное и железнодорожное сообщение с большинством крупных городов страны.

## Галерея
- Кинотеатр
- Мечеть
- Слон-гора
- Озеро
- Железнодорожная станция